# Reinaldo Gargano
Reinaldo Apolo Gargano Ostuni (26 de julio de 1934, Paysandú - 5 de febrero de 2013, Montevideo) fue un político y periodista uruguayo, perteneciente al Partido Socialista del Uruguay.

## Vida
Nacido en Paysandú, era descendiente de italianos, oriundos de la provincia de Potenza. Casado con Judith Grauert, (hija del político colorado Héctor Grauert), con quien tuvo dos hijos.

## Actividad política
Como gremialista, fue secretario General de la Federación de Estudiantes Universitarios (FEUU); fue también Secretario General y Presidente de la Asociación de Funcionarios Judiciales del Uruguay; entre los años 1968 y 1970, fue integrante de la Mesa Representativa de la Convención Nacional de Trabajadores del Uruguay (CNT), habiendo sido fundador de la misma en 1966.
Como periodista, fue director de El Sol, semanario del Partido Socialista, entre 1964 y 1967, y de El Oriental, también semanario y vocero socialista, entre 1970 y 1973; fue redactor de los diarios Época (hasta diciembre de 1967) y de Última Hora (hasta 1973), en todos los casos, hasta la clausura de los referidos órganos periodísticos, motivadas por razones de índole política.
Como político, ingresó al Partido Socialista en 1956, desempeñándose como Secretario General de la Juventud Socialista en los años 1958 y 1959; entre los años 1959 y 1974, fecha esta última en que tuvo que marchar al exilio, integró el Comité Ejecutivo Nacional del Partido Socialista. Estuvo exiliado en varios países de América Latina y finalmente en España, ciudad de Barcelona. Integró el Comité Coordinador del Frente Amplio en el exterior. Desde su legalización en el post-franquismo, colaboró activamente con el Partit dels Socialistes de Catalunya (PSC) Federado con el Partido Socialista Obrero Español (PSOE), durante toda la etapa de su exilio (1976-1984), trabajando a dedicación completa en las áreas de formación política y organización político-electoral.
En septiembre de 1984, a su regreso del exilio, el XIX Congreso Extraordinario del Partido Socialista lo designó Secretario General, siendo confirmado sucesivamente en dicho cargo, en ocasión de realizarse los 38°, 39°, 40°, 41°, 42° y 43° Congresos Ordinarios del Partido Socialista, en los años 1985, 1987, 1991, 1993, 1995 y 1998, respectivamente. En el mes de julio de 2000, presentó renuncia a dicho cargo, luego de 16 años de ejercicio del mismo.
En diciembre de 2001 fue designado Presidente del Partido Socialista.
Como Legislador se desempeñó como senador de la República, cargo para el que fuera electo en el año 1984, actuando como primer suplente en 1985 y como senador titular, a partir de 1986. Fue reelecto en 1989, en 1994, en 1999 y nuevamente en octubre de 2004.
En 1985 participó de la Delegación Parlamentaria que visita China, en el proceso de establecer relaciones diplomáticas con la República Popular China.
En sus funciones legislativas, en la legislatura 1989-1994, fue miembro de las Comisiones Permanentes de: Asuntos Internacionales, Presupuesto, Ganadería, Agricultura y Pesca y de las especiales de Seguridad Pública y Mercosur.
En la legislatura iniciada en marzo de 1995, fue miembro de las siguientes Comisiones Permanentes del Senado: Ganadería, Agricultura y Pesca, Presupuesto, Asuntos Internacionales (VicePresidente y presidente al final del período), Medio Ambiente (Presidente en 1995) y Seguridad Pública.
En la legislatura 2000/2005, entre el 15 de febrero y el 1 de marzo de 2000, en su carácter de primer senador del Partido mayoritario, ejerce la Presidencia de la Asamblea General y de la Cámara de Senadores, constituyéndose en el primer líder socialista que ejerce tan alto cargo en la República Oriental del Uruguay. Es nominado 1.er. Vicepresidente del Senado y es miembro de las Comisiones Permanentes de: Ganadería, Agricultura y Pesca; Presupuesto; Asuntos Internacionales y Medio Ambiente. Actualmente es Presidente de esta dos últimas Comisiones.
En el Parlamento Latinoamericano (PARLATlNO), desde 1991 hasta el año 2000, presidió la Comisión de Agricultura, Pesca y Desarrollo Rural.
En reiteradas oportunidades ha representado al Parlamento Uruguayo en reuniones Plenarias del Parlamento Latinoamericano: Buenos Aires (1987); Cartagena de Indias (Colombia), en 1991; San Pablo en 1993, 1995, 1997 Y 2000.En el año 1990 participa en la delegación uruguaya a la Conferencia Interparlamentaria en Punta del Este y en París en el año 1996. Formó parte de la Delegación Uruguaya que participó en las reuniones de la Comisión Parlamentaria del MERCOSUR (Brasilia y Ouro Preto).
En mayo de 1996 forma parte de la Delegación de Parlamentarios uruguayos, invitados por la Organización Mundial de la Propiedad Intelectual (OMPI), a una reunión realizada en varios países de Europa.
En octubre de 1996 formó parte de la Delegación oficial uruguaya que participó de la Asamblea General de las Naciones Unidas. Participó en 1997 en la reunión de Presidente de las Comisiones Parlamentarias del Parlatino (marzo).
En el 2000 participó en la reunión de Presidentes de las Comisiones Parlamentarias y en la XVIII Asamblea Ordinaria del PARLATINO (marzo), a partir de la cual es designado Vicepresidente del Parlamento Latinoamericano (PARLA TINO) en representación del Parlamento uruguayo.
Fue ministro de Relaciones Exteriores de Uruguay entre el 1 de marzo de 2005 y el 3 de marzo de 2008, el presidente del Partido Socialista del Uruguay desde 2001 y miembro del senado uruguayo desde 1984. Se exilió en España en 1974, luego del golpe militar, pero volvió varios años después, sirviendo como secretario general del Partido Socialista del Uruguay por 16 años, siendo actualmente su presidente. Gargano se convirtió en miembro del gabinete del Presidente Tabaré Vázquez cuando tomó el mando en 2005. Poco tiempo después de asumir como Ministro de Relaciones Exteriores, Gargano condujo a su país al restablecimiento de las relaciones diplomáticas con Cuba.
El 3 de marzo fue relevado de su cargo como ministro, en una decisión conjunta con el presidente Tabaré Vázquez. Desde entonces ha vuelto a su banca en el Senado de la República.
No fue reelecto para su banca de senador en las elecciones de 2009 (ocupaba el tercer lugar en la lista 90).
Fallece el 5 de febrero de 2013. Sus restos descansan en el Cementerio Parque del Recuerdo.

| Predecesor: Didier Opertti | Ministro de Relaciones Exteriores 2005—2008 | Sucesor: Gonzalo Fernández |